# 乔治·塞尔登
乔治·塞尔登（George Selden，1929年5月14日—1989年12月5日）是美国儿童文学作家。原名乔治·塞尔登·汤普森（George Selden Thompson）。
塞尔登毕业于耶鲁大学，本来想从事剧本写作，但在朋友的鼓励下开始了儿童文学的创作。1956年出版了第一本书，但并未引起广泛的注意。直到1961年，他的长篇小说《时代广场的蟋蟀》（The Cricket in Times Square）获得纽伯瑞儿童文学奖银奖后，才一举成名，也奠定了他在儿童文学界的地位。